# Masaya Honda
Masaya Honda (本田 将也 Honda Masaya?,  nacido el 20 de noviembre de 1973 en Osaka) es un exfutbolista japonés. Jugaba de centrocampista y su último club fue el Kyoto Purple Sanga de Japón.

## Trayectoria

### Clubes
| Club               | País  | Año         |
| ------------------ | ----- | ----------- |
| Kyoto Purple Sanga | Japón | 1996 - 1999 |